# Nistorești (okręg Gorj)
Nistorești – wieś w Rumunii, w okręgu Gorj, w gminie Alimpești. W 2011 roku liczyła 254 mieszkańców.